# Jason Pierce
Jason Andrew Pierce, född 19 november 1965 i Rugby, Warwickshire, är en brittisk musiker. Han är sångare och samordnare i Spiritualized och före detta medlem i bandet Spacemen 3, känd som J. Spaceman.
Pierce gav 2006 ut solodebutalbumet Guitar Loops. Tillsammans med gruppen Sun City Girls gjorde han musiken till Harmony Korines film Mister Lonely från 2007.

## Diskografi
Studioalbum med Spiritualized
- Lazer Guided Melodies (1992)
- Pure Phase (1995)
- Ladies and Gentlemen We Are Floating in Space (1997)[1]
- Let It Come Down (2001)
- Amazing Grace (2003)
- Songs in A&E (2008)
- Sweet Heart Sweet Light (2012)
- And Nothing Hurt (2018)

Studioalbum med Spacemen 3
- Sound of Confusion (1986)
- The Perfect Prescription (1987)
- Playing with Fire (1989)
- Recurring (1991)